# Sörträsket (Skellefteå socken, Västerbotten)
Sörträsket är en sjö i Skellefteå kommun i Västerbotten och ingår i Skellefteälvens huvudavrinningsområde. Sjön har en area på 0,258 kvadratkilometer och ligger 202,5 meter över havet. Sjön avvattnas av vattendraget Kroktjärnsbäcken.

## Delavrinningsområde
Sörträsket ingår i det delavrinningsområde (719005-171319) som SMHI kallar för Mynnar i Finnforsån. Medelhöjden är 229 meter över havet och ytan är 9,27 kvadratkilometer. Det finns inga avrinningsområden uppströms utan avrinningsområdet är högsta punkten. Kroktjärnsbäcken som avvattnar avrinningsområdet har biflödesordning 3, vilket innebär att vattnet flödar genom totalt 3 vattendrag innan det når havet efter 50 kilometer. Avrinningsområdet består mestadels av skog (86 procent). Avrinningsområdet har 0,25 kvadratkilometer vattenytor vilket ger det en sjöprocent på 2,7 procent.